# Гагаринит
Гагарини́т (Гагарини́т-(Y)) — редкий минерал, фторид натрия, кальция и иттрия. Иттрий отчасти может заменяться близкими к церию элементами, а фтор — гидроксид-ионом.

## Общее описание
Сингония гексагональная. Образует мелкие призматические кристаллы несовершенного облика и скрытокристаллические агрегаты. Гагаринит — редкий минерал, встречается преимущественно в альбитизированных гранитных пегматитах и сиенитах. Был впервые обнаружен в 1958 году А. В. Степановым в одном из гранитных массивов Казахской ССР, впервые описан в 1961 году им же с Э. А. Северовым, к тому году был найден также в Тувинской АССР. Назван в честь первого космонавта Юрия Алексеевича Гагарина.
Представлен в экспозициях некоторых музеев, в т.ч. Государственного геологического музея им. В.И. Вернадского РАН в Москве и петрографического музея Санкт-Петербургского государственного университета.
Помимо минерала гагаринит-(Y), в 2010 году утвержден минерал гагаринит-(Ce), они отличаются суффиксами, уточнителями Левинсона, показывающими, соответственно, преобладание иттрия и церия.